# Accolade Wines
Accolade Wines er en australsk global vinproducent med hovedkvarter i Melbourne. Virksomheden har siden 2018 været ejet af The Carlyle Group. Thomas Hardy and Sons blev etableret i 1853 og blev til Australiens største vinproducent.